# Tess Burton
Pour les articles homonymes, voir Burton.
Tess Burton, née le 10 juin 1985 à Luxembourg, est une femme politique luxembourgeoise.

## Détail des mandats et fonctions

### Membre de la Chambre des Députés
- Députée depuis le 05/12/2013

### Fonctions
- Membre du Parti ouvrier socialiste luxembourgeois depuis 2009
- Membre du groupe politique socialiste depuis le 05/12/2013
- Vice-Présidente de la Commission des Comptes depuis le 05/12/2013
- Membre de la Commission de l'Agriculture, de la Viticulture, du Développement rural et de la Protection des consommateurs depuis le 05/12/2013
- Membre de la Commission de l'Education nationale, de l'Enfance et de la Jeunesse depuis le 05/12/2013
- Membre de la Commission de l'Enseignement supérieur, de la Recherche, des Médias, des Communications et de l'Espace depuis le 05/12/2013
- Membre de la Commission de la Santé, de l'Egalité des chances et des Sports (pour le volet Egalité des chances) depuis le 05/12/2013
- Membre de la Commission de l'Economie (sauf pour le volet Energie) depuis le 21/12/2017
- Membre de la Commission du Développement durable depuis le 17/04/2018
- Membre effective de la Délégation luxembourgeoise auprès du Conseil Parlementaire Interrégional (CPI) depuis le 17/04/2018

### Fonctions antérieures
- Membre de la Commission des Affaires intérieures (pour le projet de loi 7035) du 20/10/2016 au 27/06/2017
- Membre de la Commission de la Famille et de l'Intégration du 04/02/2014 au 16/04/2018
- Membre suppléant de la Délégation luxembourgeoise auprès du Conseil Parlementaire Interrégional (CPI) du 05/12/2013 au 16/04/2018
- Membre de la Commission de l'Economie (sauf pour le volet Energie, le projet de loi 6853 et le projet de loi 6855) du 05/12/2013 au 21/12/2017

### Mandats communaux et professions
- Conseillère communale, Ville de Grevenmacher depuis le 24/11/2011
- Employée privée